# نقاشی پتریکیوکا
نقاشی پتریکیوکا (یا به سادگی "Petrykivka") یک سبک نقاشی تزئینی سنتی اوکراینی است که از روستای Petrykivka در استان دنیپروپتروفسک اوکراین، جایی که به‌طور سنتی برای تزئین دیوارهای خانه و وسایل روزمره منزل استفاده می‌شود، نشات گرفته‌است. اولین نمونه‌های شناخته شده از این سبک مربوط به قرن هجدهم است، اما همچنان به عنوان یک نوع هنر مدرن رشد و توسعه می‌یابد.
از ویژگی‌های بارز این سبک هنری عامیانه می‌توان به الگوهای گل، تکنیک‌های مشخص قلم مو و زمینه سنتی سفید آن اشاره کرد با این حال نقاشان معاصر اغلب روی زمینه‌های سیاه، سبز، قرمز یا آبی کار می‌کنند.
در سال ۲۰۱۲، وزارت فرهنگ اوکراین نقاشی پتریکیکا را به عنوان بخشی از میراث فرهنگی ناملموس اوکراین به رسمیت شناخت و در سال ۲۰۱۳ در فهرست نمایندگان یونسکو از میراث فرهنگی ناملموس بشریت قرار گرفت نقاشی پتریکیوکا در فرهنگ عامیانه اوکراین به یک "مارک" تبدیل شده‌است و یک علامت تجاری "Petrykivka" متعلق به صنعتگران روستای پتریکیوکا ایجاد شده‌است.

## تاریخ

### هنرمندان پتریکیوکا در کیف

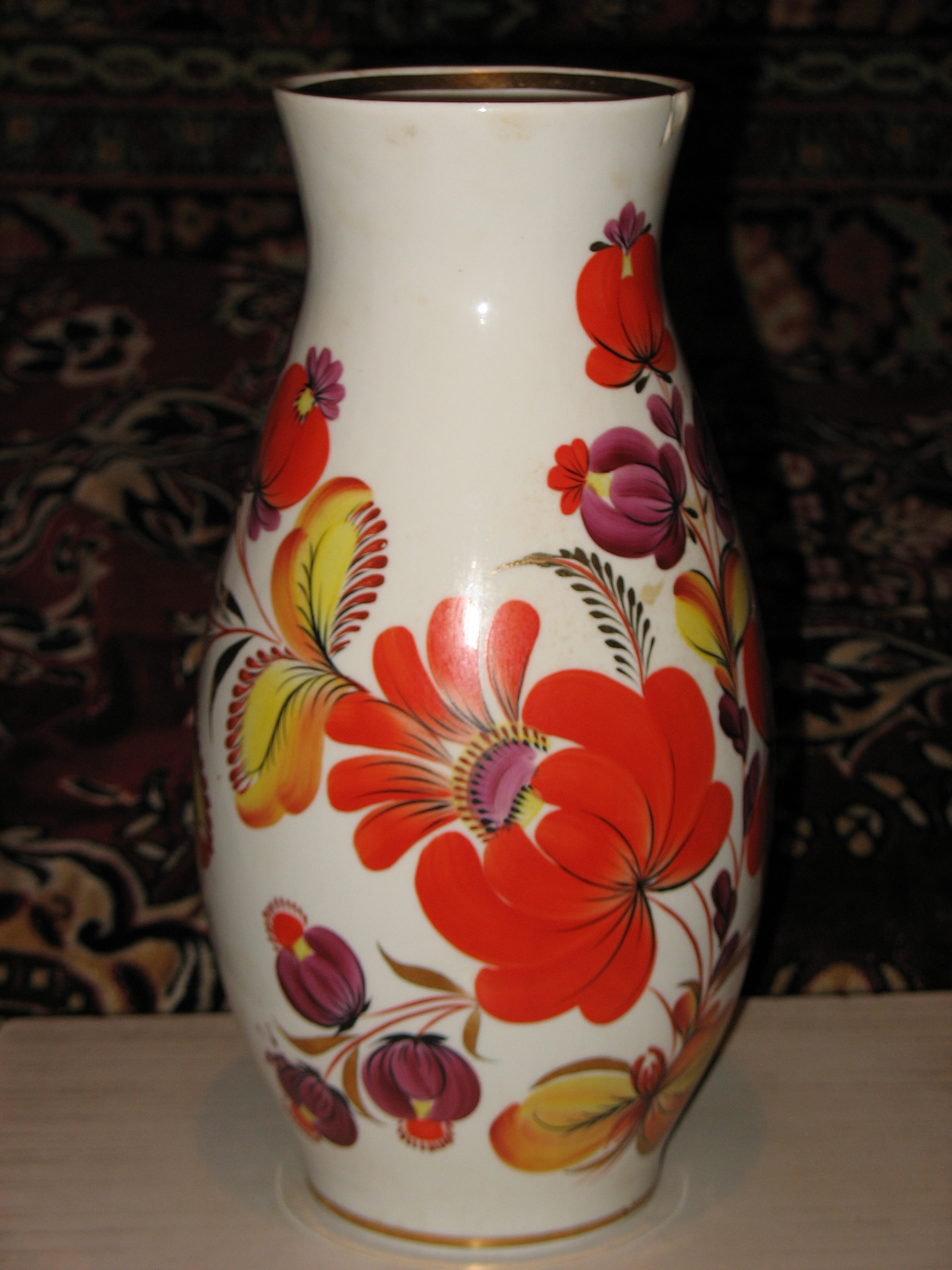
گلدان چینی کیف با نقاشی پتریکیکا از مارفا تیمچنکو

چندین دانشجوی تاتیانا پاتا در سالهای ۱۹۳۶–۱۹۴۴ به کیف رفتند، که منجر به اولین استفاده از نقاشی پتریکیوکا در تولیدات صنعتی کارخانه سوغات کیف تاراس شوچنکو ("Київська сувенірна фабрика ім") شد. اینجا بود که برای اولین بار نقاشی با پوشش لاک روی زمینه سیاه غیر سنتی آغاز شد، این روش بعداً در خود روستای پتریکیوکا نیز استفاده شد. این رایج‌ترین شکل نقاشی پتریکیوکا در زمان اتحاد جماهیر شوروی شد.

## هنرمندان مشهور

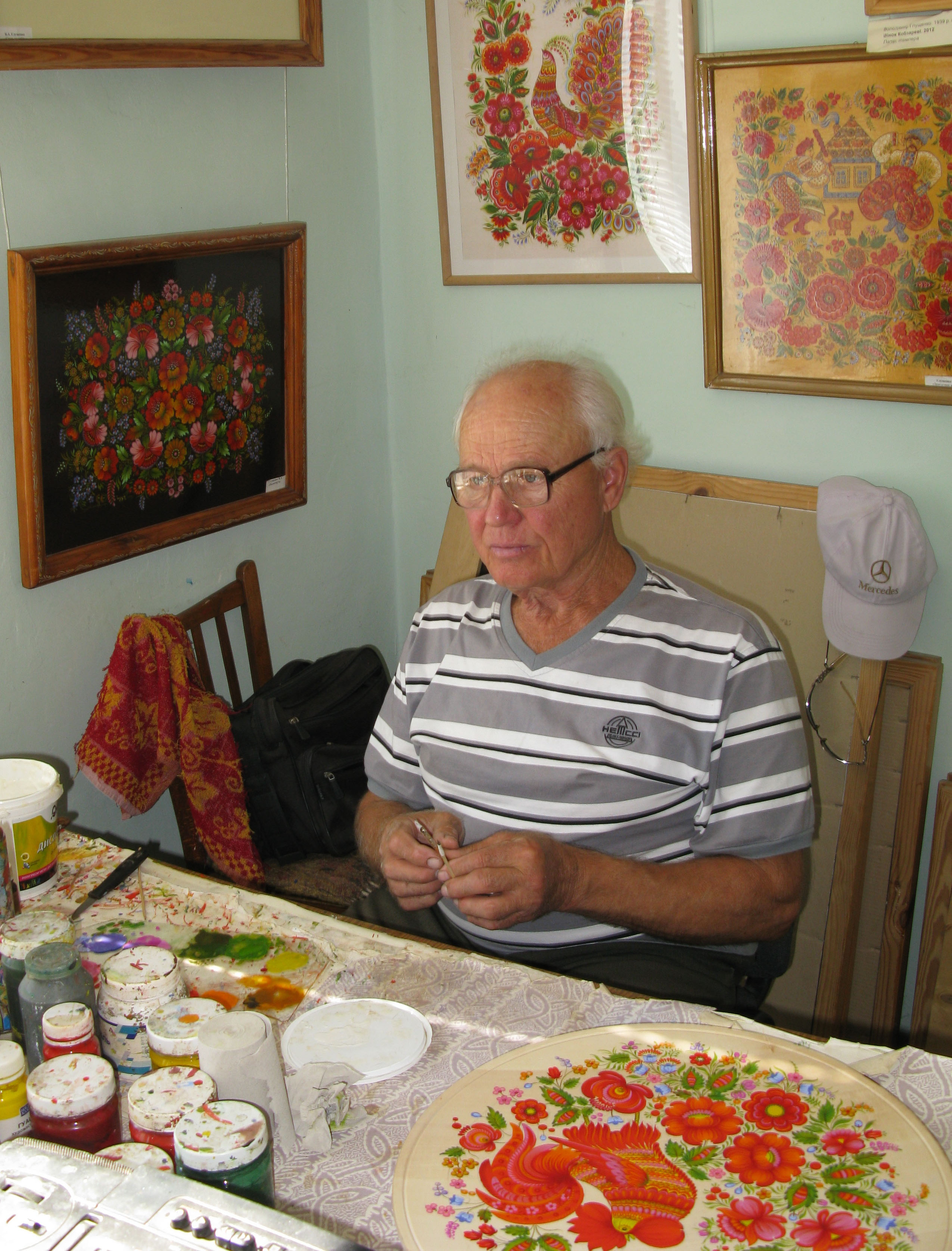
ولدیمیر هلوشچنکو، یکی از شناخته شده‌ترین هنرمندان پتریکیکا، در محل کار در پتریکیکا

هیچ سابقه تاریخی از نقاشی پتریکیوکا قبل از آغاز قرن ۲۰ وجود ندارد و بنابراین نام هنرمندان اولیه ثبت نشده‌است. عمدتاً به لطف کار Dmytro Yavornytsky، نام استادان پتریکیوکا در اوایل قرن ۲۰ (متولد دهه ۱۸۸۰ و ۱۸۹۰) ثبت شد، مانند تاتیانا پاتا، نادیا بیلوکین، یارینا پلیپنکو و پاراسکا پاولنکو. این هنرمندان تنها کسانی هستند که در نسل خود آثارشان شناخته شده و در موزه‌ها با انتساب حفظ می‌شوند.

## نگارخانه

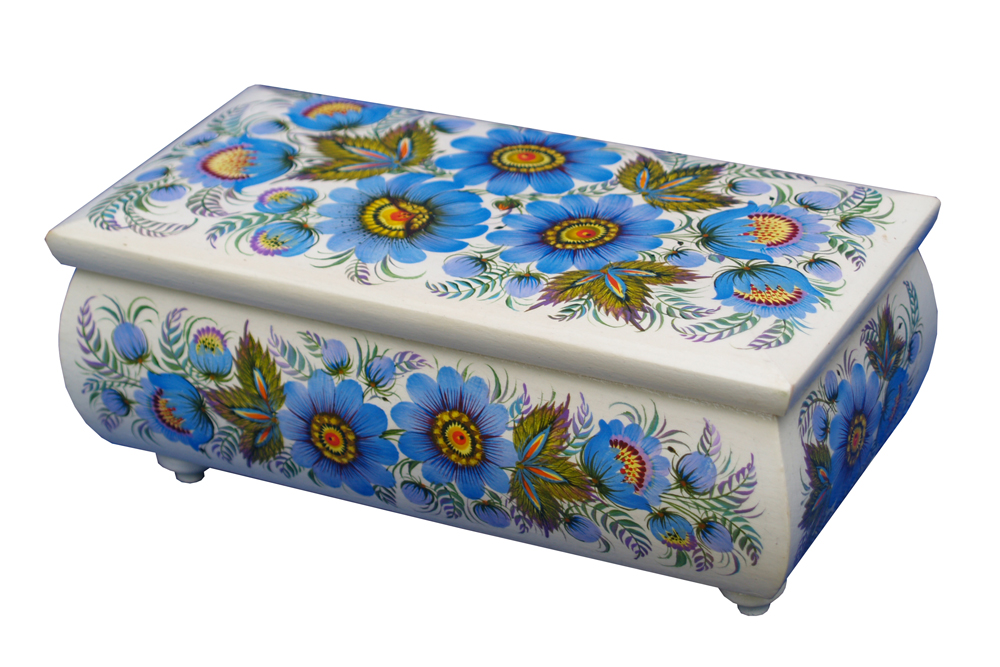
جعبه تزئینی "گلهای آبی" توسط ناتالیا استاتیوا-ژارکو
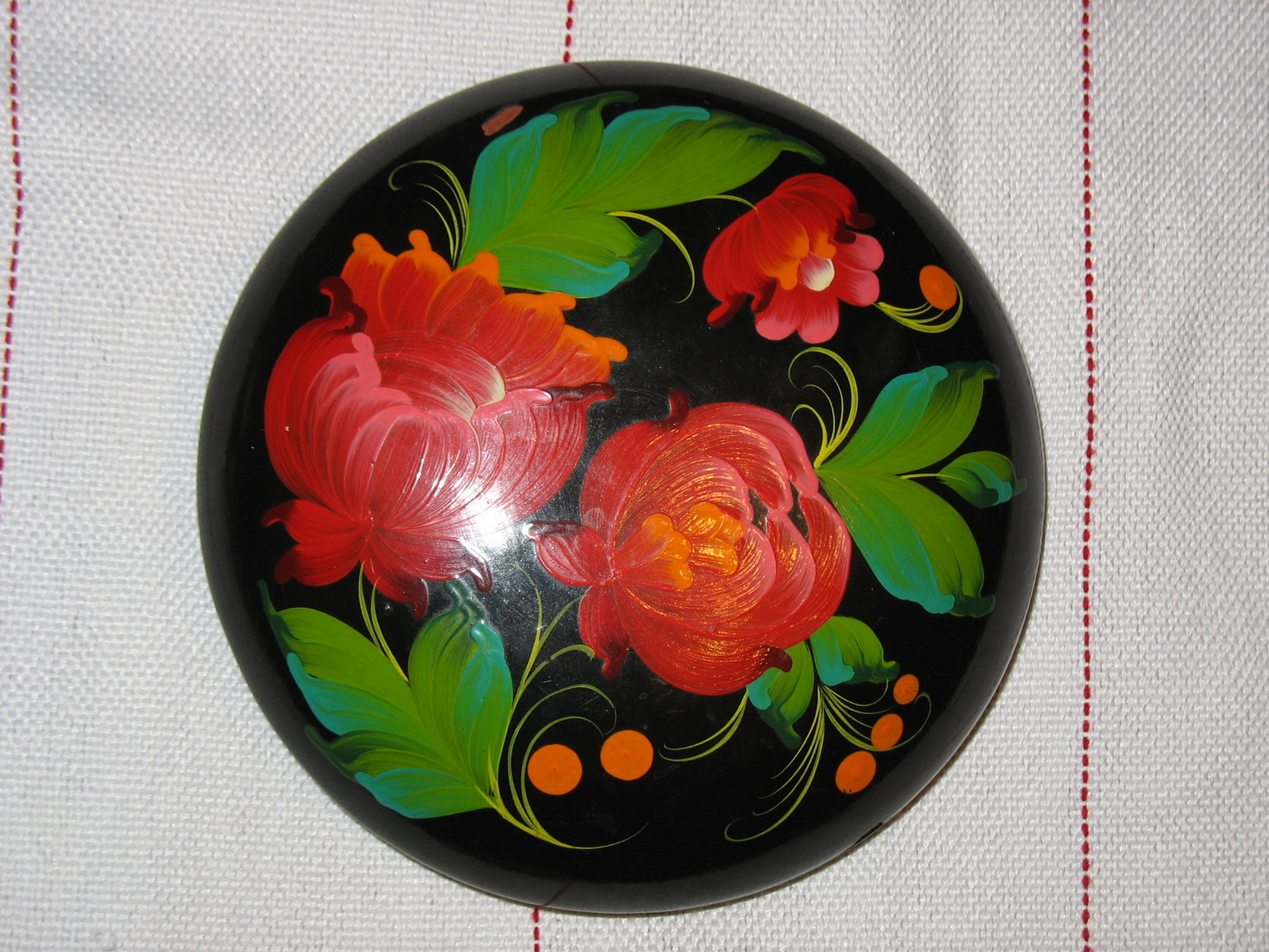
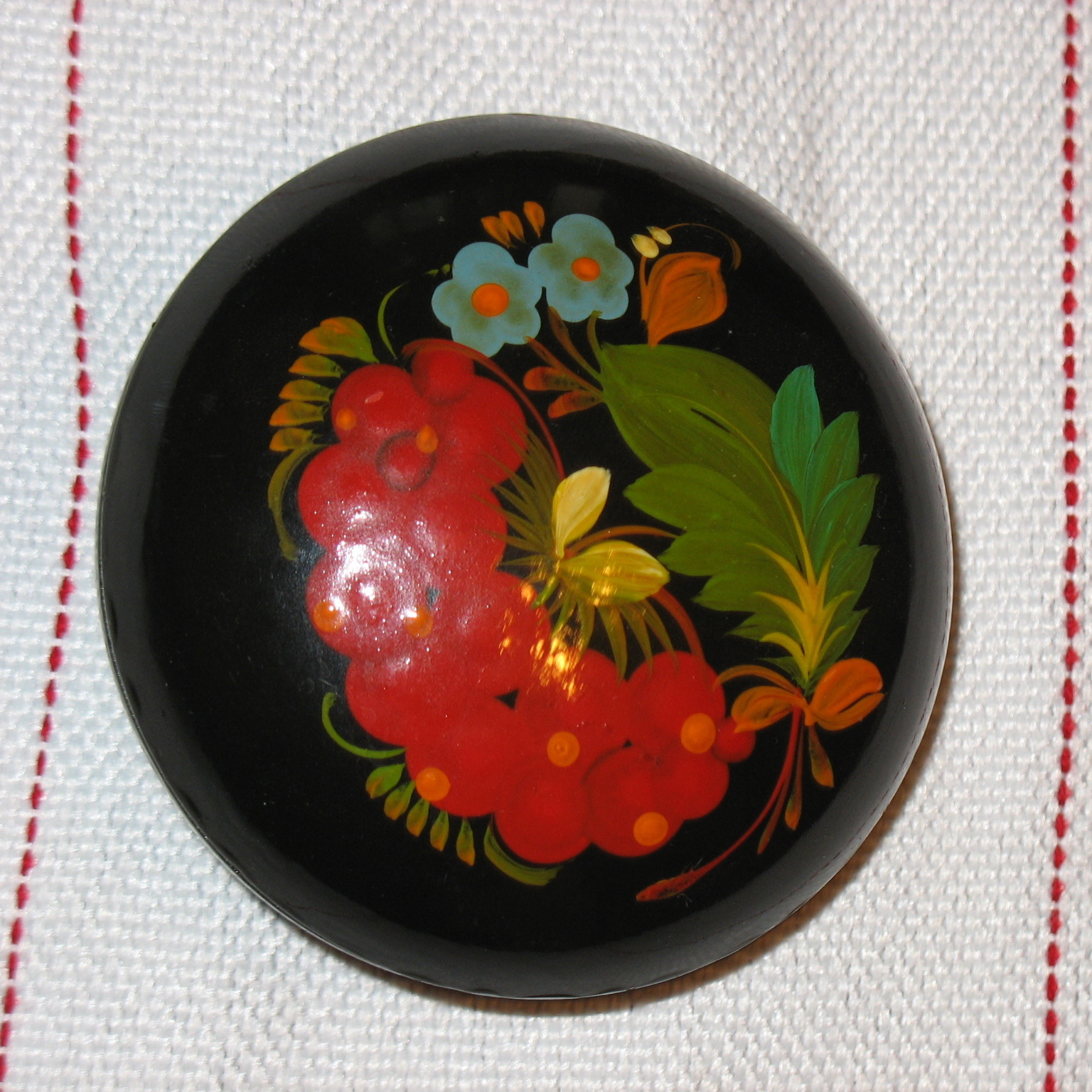
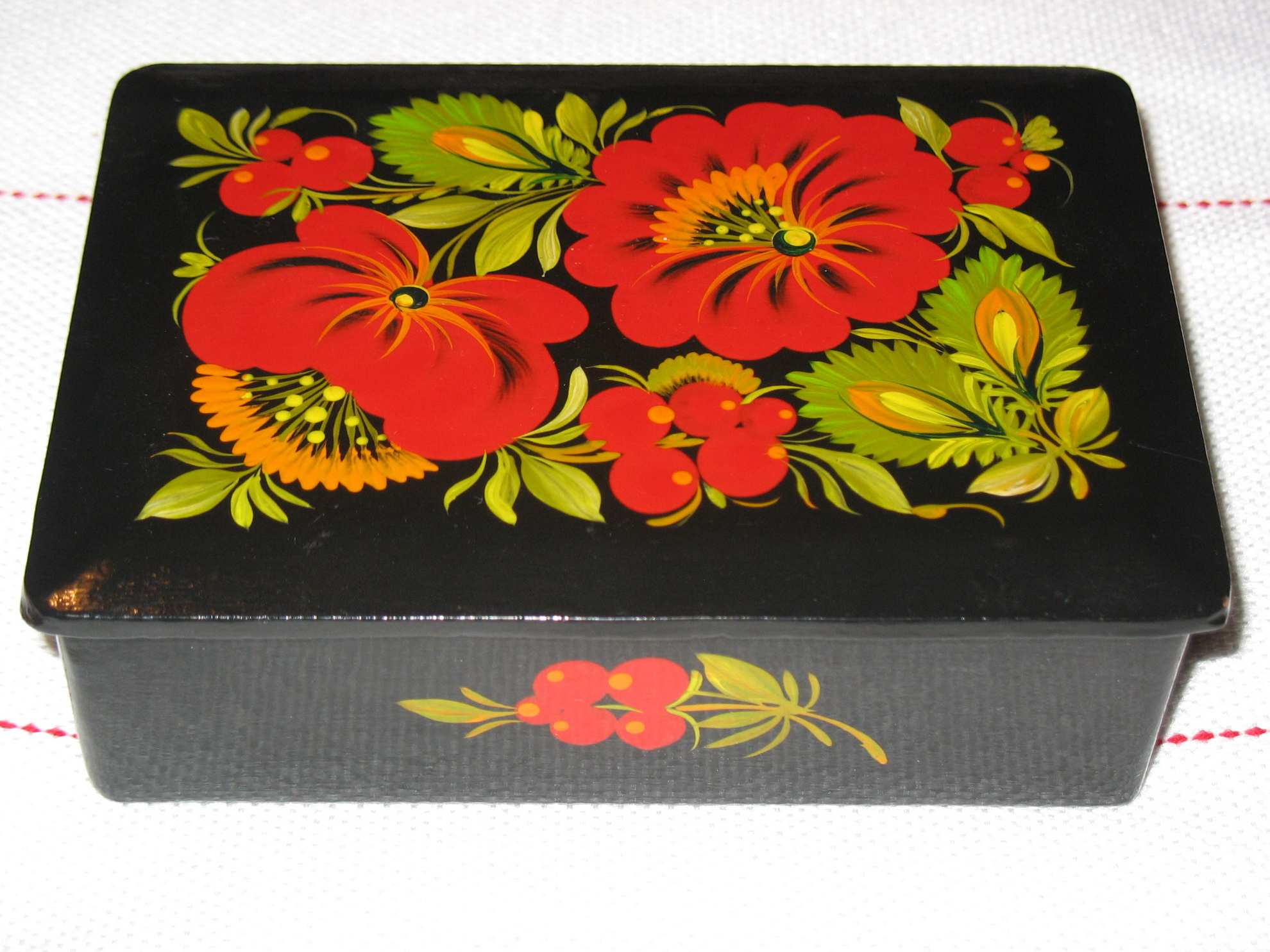
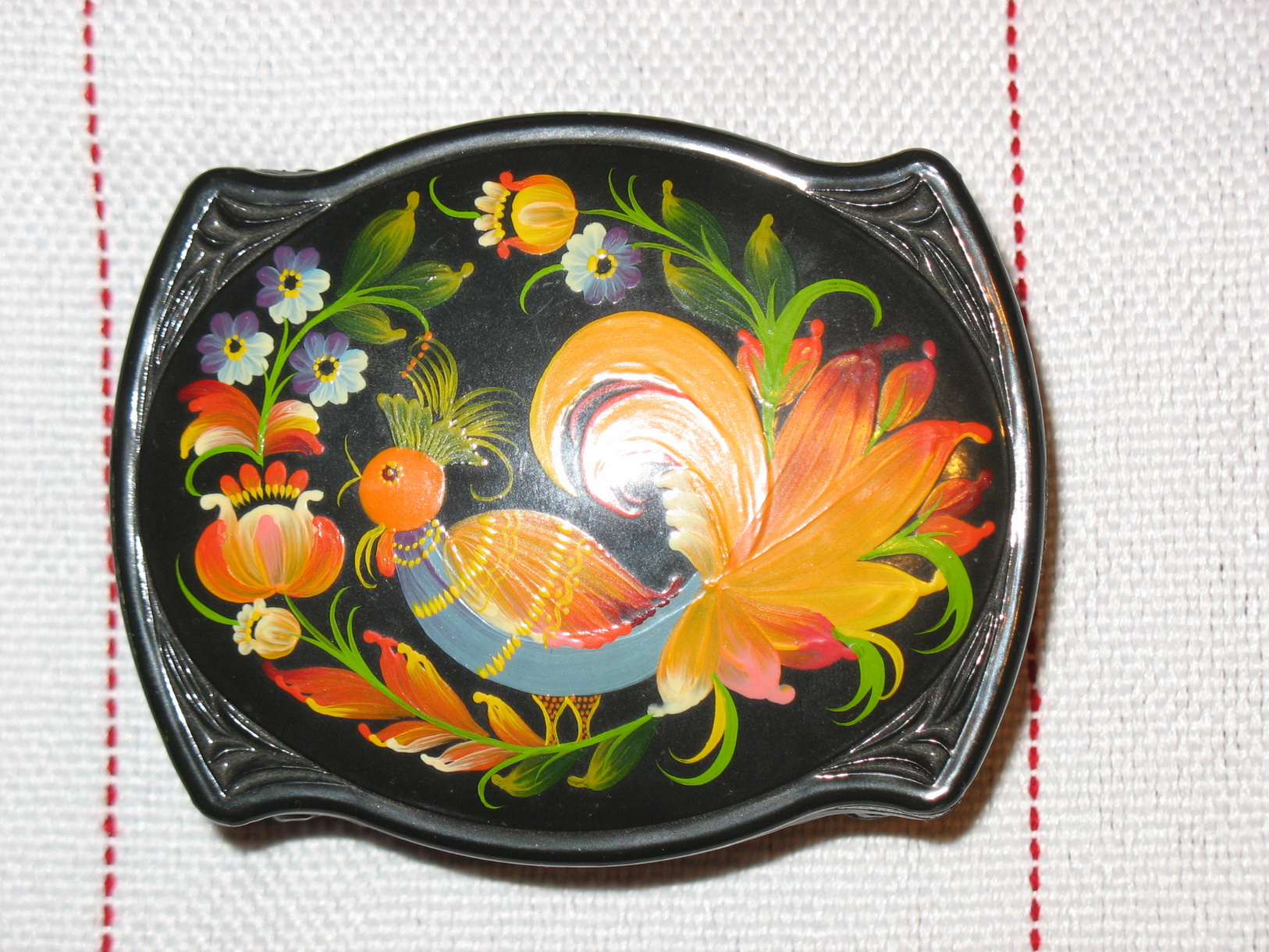